# 大头风毛菊
大头风毛菊（学名：Saussurea baicalensis）为菊科风毛菊属的植物。分布于俄罗斯以及中国大陆的河北、北京等地，生长于海拔2,200米至3,000米的地区，见于山顶，目前尚未由人工引种栽培。